# Piedicavallo
Piedicavallo é uma comuna italiana da região do Piemonte, província de Biella, com cerca de 187 habitantes. Estende-se por uma área de 17 km², tendo uma densidade populacional de 11 hab/km². Faz fronteira com Andorno Micca, Bioglio, Callabiana, Campiglia Cervo, Gaby (AO), Pettinengo, Rosazza, Sagliano Micca, Selve Marcone, Tavigliano, Valle Mosso, Valle San Nicolao.

## Demografia
| Variação demográfica do município entre 1861 e 2011                               |
|                                                                                   |
| Fonte: Istituto Nazionale di Statistica (ISTAT) - Elaboração gráfica da Wikipedia |